# Katherine Hui
Katherine Hui (* 29. Januar 2005) ist eine US-amerikanische Tennisspielerin.

## Karriere
Hui spielt bislang fast ausschließlich Turniere auf der ITF Women’s World Tennis Tour, wo sie bisher zwei Titel im Doppel gewinnen konnte.
Schon in ihrer Zeit in der Santa Fe Christian (SFC) konnte Hu viele nationale Titel in der U12 und U14 gewinnen.
2022 erhielt sie im März zusammen mit ihrer Partnerin Tsehay Driscoll eine Wildcard für das Hauptfeld im Damendoppel der mit 60.000 US-Dollar dotierten ITennis Arcadia Women’s Pro Open, wo die beiden aber bereits in der ersten Runde gegen Emina Bektas und Tara Moore mit 6:73 und 3:6 verloren. Anfang August startete sie bei den USTA Billie Jean King Girls 18s National Championships, wo sie das Halbfinale erreichte. Bei den US Open 2022 Ende August erreichte sie zusammen mit Partnerin Eleana Yu mit Siegen über Weronika Ewald und Rebecca Munk Mortensen in der ersten und Sofia Costoulas und Luca Udvardy in der zweiten Runde das Viertelfinale im Juniorinnendoppel, wo die beiden dann Alexis Blokhina und Annabelle Xu mit 5:7, 6:4 und [8:10] knapp in drei Sätzen unterlagen. Anfang Oktober erreichte sie zusammen mit Partnerin Janice Tjen im Hauptfeld des Damendoppels der Rancho Santa Fe Open das Halbfinale, wo sie gegen Giuliana Olmos und Marcela Zacarías mit 1:6 und 6:73 verloren. Bei den darauf folgenden San Diego Open, ihrem ersten Turnier auf der WTA Tour erhielt sie mit Partnerin Alyssa Ahn eine Wildcard für das Hauptfeld im Damendoppel, wo die beiden aber bereits in der ersten Runde gegen Storm Hunter und Luisa Stefani mit 0:6 und 4:6 verloren.
2023 erhielt sie zusammen mit ihrer Partnerin Kayla Cross eine Wildcard für die mit 60.000 US-Dollar dotierten Georgia’s Rome Tennis Open, wo die beiden aber bereits in der ersten Runde gegen Fanny Stollár und Lulu Sun mit 3:6 und 5:7 verloren. Im Juni gewann sie zusammen mit Sara Daavettila ihren ersten ITF-Titel im Doppel beim ersten von sieben Turnieren der SoCal Pro Series in San Diego. Bei den US Open 2023 konnte sie im Juniorinneneinzel mit einer Wildcard startend ohne Satzverlust das Finale erreichen, welches sie mit 6:4, 6:4 gegen Tereza Valentová gewann.

## College Tennis
Hui spielt ab 2023 für das Damentennisteam der Stanford Cardinals der Stanford University.

## Turniersiege

### Doppel
| Nr. | Datum         | Turnier   | Kategorie | Belag     | Partnerin       | Finalgegnerinnen               | Ergebnis  |
| --- | ------------- | --------- | --------- | --------- | --------------- | ------------------------------ | --------- |
| 1.  | 17. Juni 2023 | San Diego | ITF W15   | Hartplatz | Sara Daavettila | Malaika Rapolu Anita Sahdijewa | 7:64, 6:4 |
| 2.  | 1. Juli 2023  | Irvine    | ITF W15   | Hartplatz | Haley Giavara   | Eryn Cayetano Isabella Chhiv   | 6:2, 6:4  |